# Charles Kohl

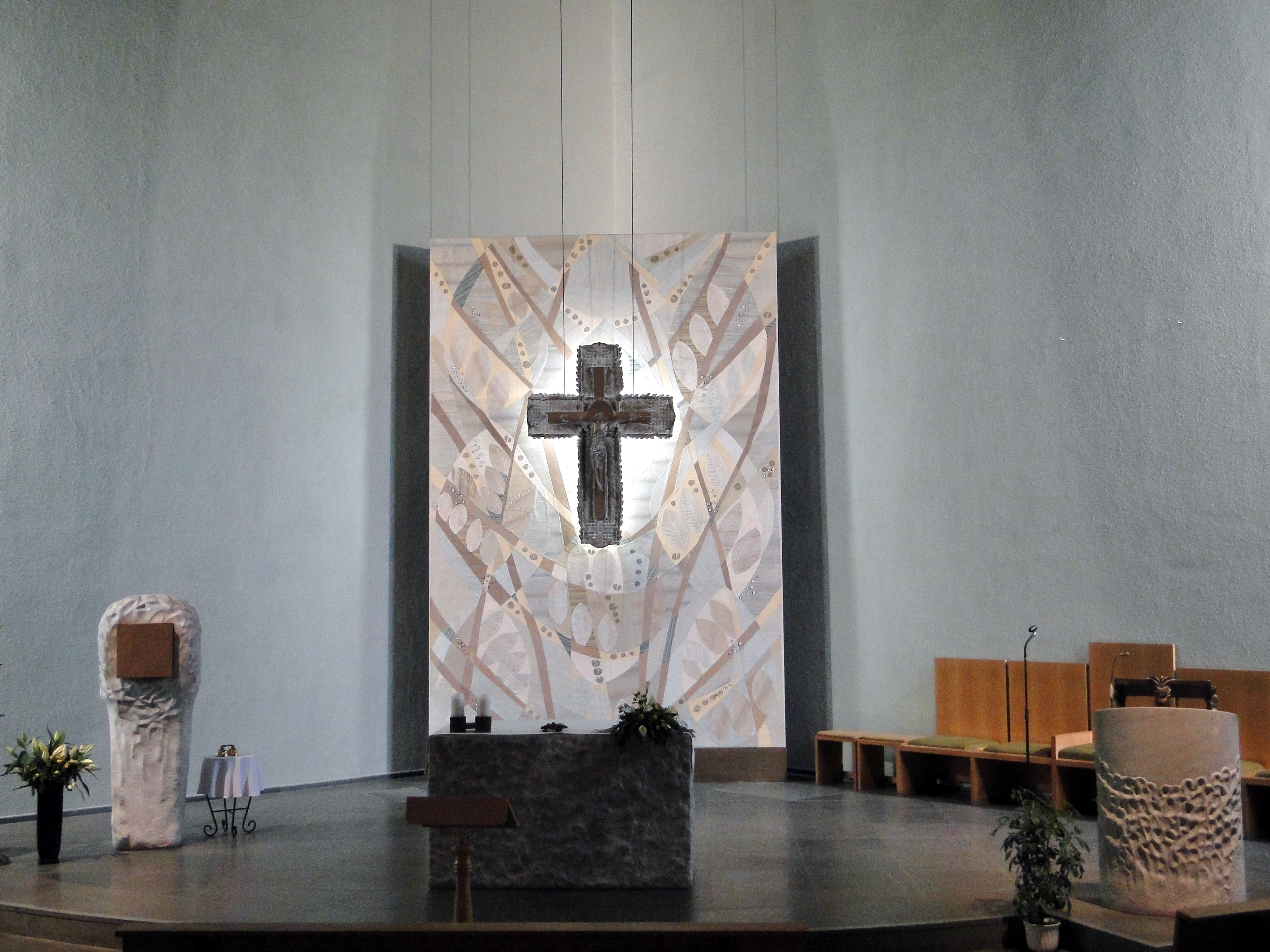
v.l.n.r. tabernakel, altaar en ambo (1971) voor de Sint-Jozefkerk van Cessange

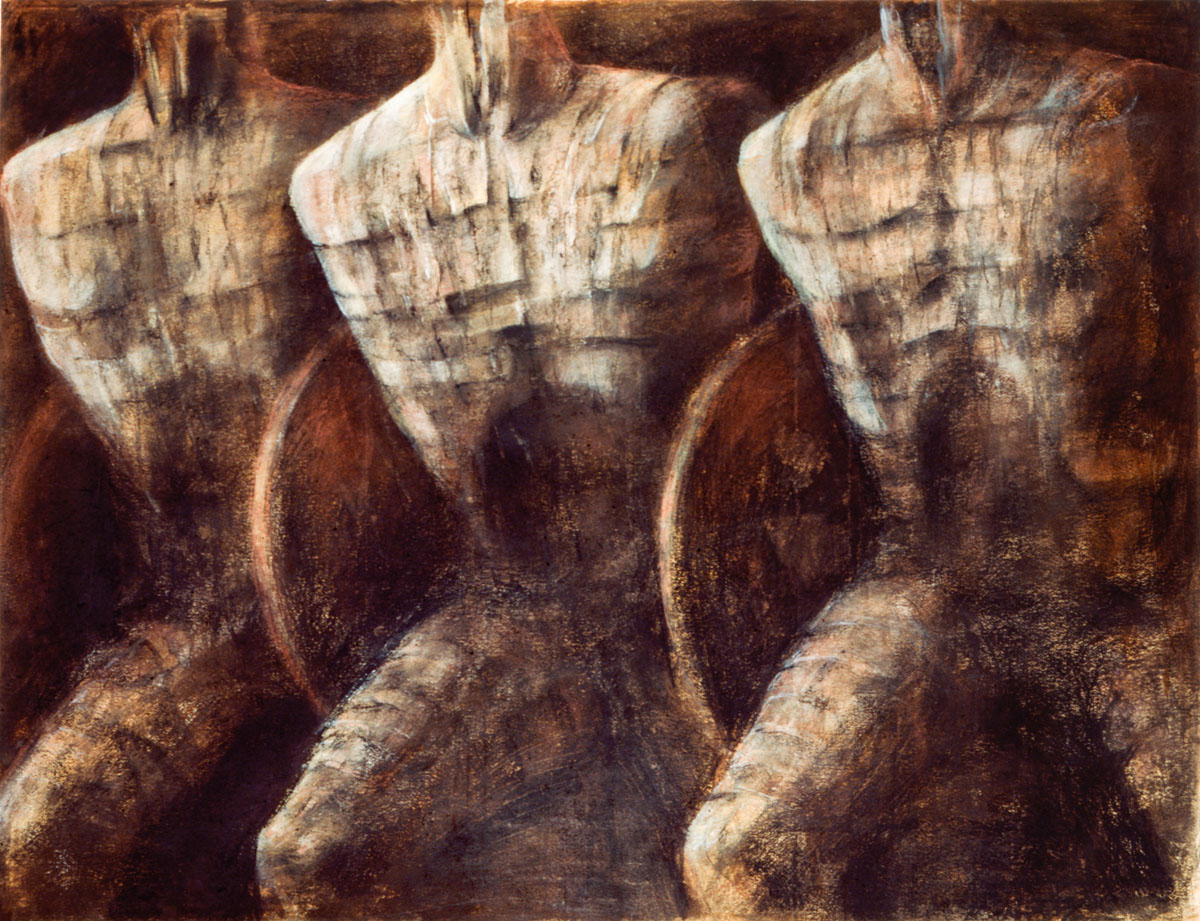
Guerriers (1988), mixed media-tekening van Kohl

Charles Kohl (Rodange, 16 april 1929 – Berschbach, 3 januari 2016) was een Luxemburgs beeldhouwer, kunstschilder en tekenaar.

## Leven en werk
Charles Kohl werd geboren in een traditioneel, katholiek gezin, als zoon van Jean Kohl en Madeleine Pletschette. Zijn vader was naast kleermaker een enthousiast tekenaar. Charles maakte al jong zijn eerste beeldjes, waarbij zijn fascinatie voor krijgers blijkt, een thema dat later terugkeert in zijn werk. Hij kreeg les van Lucien Wercollier aan het École d'artisans de l'État in Luxemburg-stad (1945-1948). Hij vervolgde zijn opleiding in Parijs, waar hij studeerde aan de École nationale supérieure des arts décoratifs (1948-1952) en de École nationale supérieure des beaux-arts (1953-1955). Nog maar net van de academie werd hij door Claus Cito, samen met Émile Hulten, betrokken bij het maken van een oorlogsmonument voor het Nationaal Verzetsmuseum in Esch-sur-Alzette. In vergelijking met het werk van de anderen, zijn de figuren van Kohl vlakker op het monument weergegeven. Mede door de oorlog en de ervaringen van zijn ouder broer, die als verzetsstrijder werd opgepakt, gemarteld en geïnterneerd, had Kohl een ontgoochelde kijk op de mens en diens lot gekregen. Zijn werk toont de mens vaak met een fragmentarisch lichaam, gesluierd silhouet of gezichtsloos hoofd. De windsels verwijzen mogelijk ook naar zijn jeugd in het kleermakersatelier. In zijn werk zijn diverse ontwikkelingen zichtbaar: in de loop van de jaren 50 wordt zijn werk meer organisch, met natuurlijke vormen. In de jaren 60 werd zijn werk abstracter. In de jaren 80 tekende hij harnassen zonder lichaam of lichamen bedekt met stroken, zoals in het werk Guerriers (1988). In de jaren 90 kregen de gezichtsloze mensfiguren in zijn werk gaten die ogen en mond aanduiden.
Van 1952 tot 1964 nam Kohl geregeld deel aan de Salon du CAL, de jaarlijkse tentoonstelling van de Cercle Artistique de Luxembourg. Hij won er de Prix Grand-Duc Adolphe in 1956 (voor Guerrier blessé, een beeld van een gewonde soldaat) en 1962. Hij deed mee aan ontwerpwedstrijden voor affiches van de Nationale Loterij en behaalde in 1954 de derde en in 1958 de eerste plaats. Vanaf 1956 gaf hij les, eerst aan het Lycée des Arts et Métiers, later aan het Lycée Technique du Centre. In 1976 nam hij met dertien Luxemburgse kunstenaars, onder wie Roger Bertemes, Jean-Pierre Georg, Ben Heyart, Joseph Probst, Maggy Stein en Lucien Wercollier, deel aan de eerste Salon d'art contemporain in het Grand Palais in Parijs.
Charles Kohl overleed op 87-jarige leeftijd in Blannenheem, een zorgcentrum voor blinde en slechtziende mensen in Berschbach (Mersch). In 2020-2021 werd in Villa Vauban een overzichtstentoonstelling van zijn werk gehouden en verscheen een monografie.

## Enkele werken
- 1956 basreliëfs voor het Musée national de la résistance, in Esch-sur-Alzette.
- 1956 crucifix in de kerk van Hünsdorf.
- 1957 reliëf van Sint-Jozef voor de Sint-Jozefskerk van Huldange.
- 1960 bronzen hoogreliëf van een gehangene, aangekocht door het Musée National d'Histoire et d'Art (MNHA).
- 1961 monument voor politicus Paul Eyschen in Diekirch. In samenwerking met Edmond Lux.
- 1961 monument voor dichter Hary Godefroid in Rodange.
- 1961 Monument aux Morts, oorlogsmonument op het kerkhof van de Sint-Lambertuskerk in Folschette.
- 1962 doopvont voor de kerk van Bonnevoie.
- 1966 standbeeld van Johannes Bertelius op de oude brug in Echternach.
- 1967 Monument aux Morts, oorlogsmonument in Contern.
- 1971 altaar, ambo, tabernakel en doopvont voor de Sint-Jozefkerk van Cessange.
- 1971 altaar, kruis en tabernakel voor het Sint-Jozefinstituut in Betzdorf. In samenwerking met Ben Heyart.[7]
- 1983 Formes drapées.
- 1986 bronzen oorlogsmonument op de begraafplaats in Słońsk.
- 1987 zuilen / 'totempalen' bij de École de Commerce et de Gestion in de stad Luxemburg.

## Fotogalerij

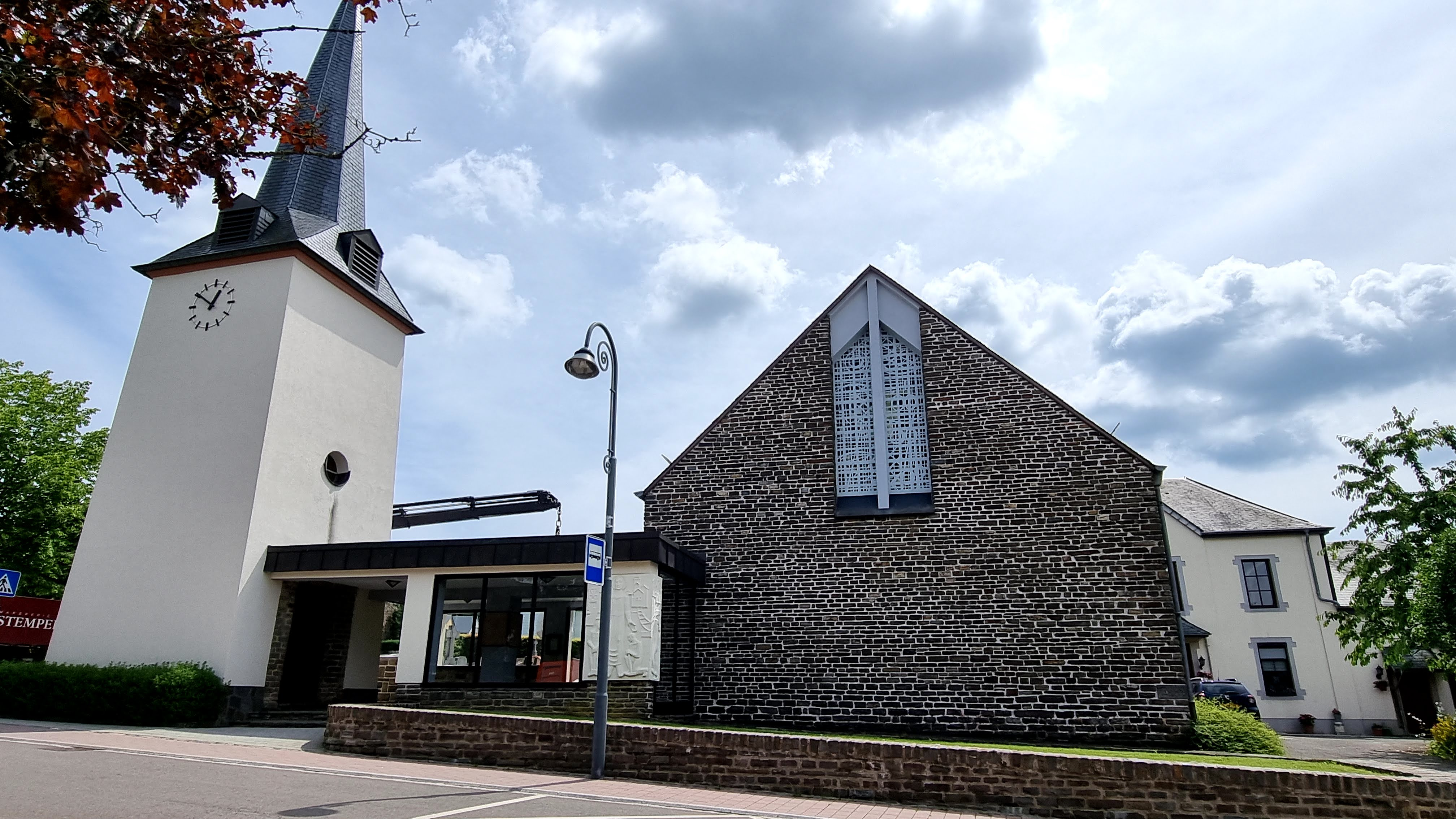
Sint-Jozefreliëf (1957), Huldange
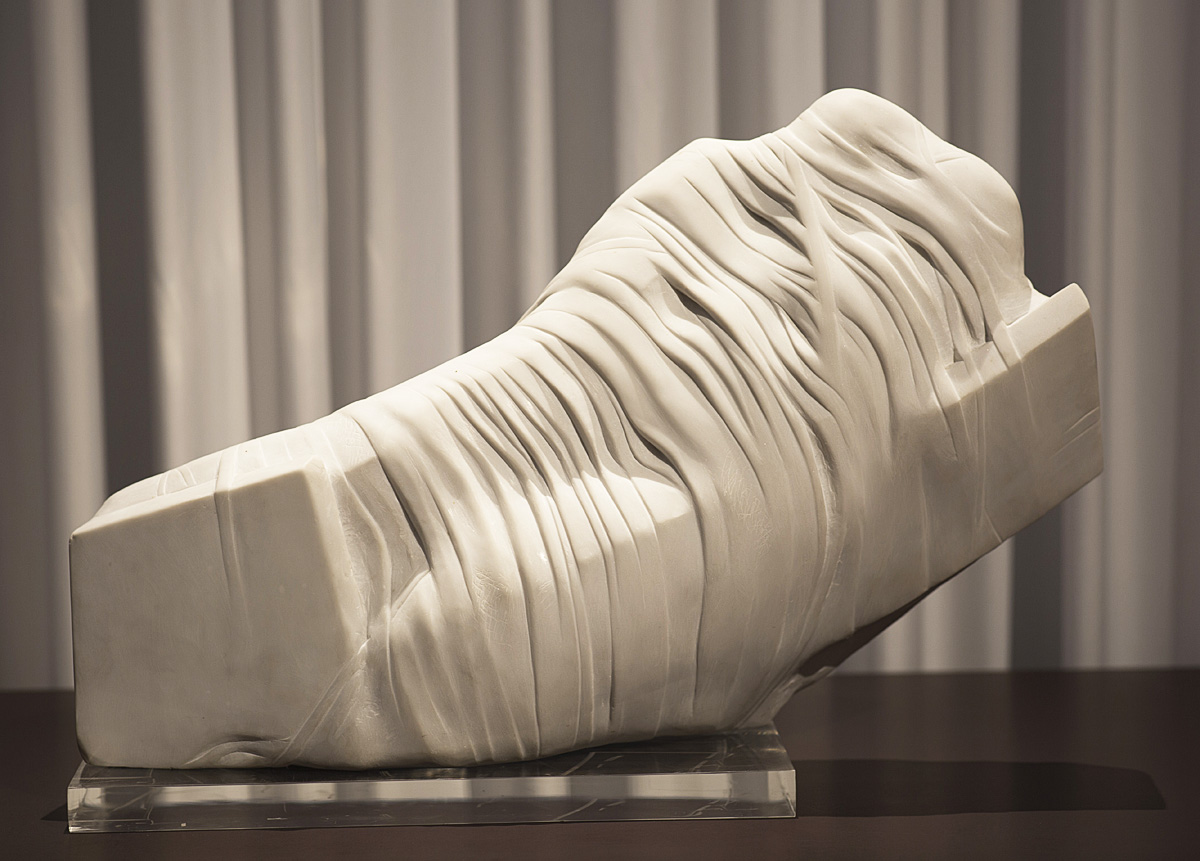
Formes drapées (1983)